# Šemyšejskij rajon
Il Šemyšejskij rajon (in russo Шемышейский район?) è un rajon dell'Oblast' di Penza, nella Russia europea. Istituito nel 1932, il suo capoluogo è Šemyšejka.